# Фламандский легион СС

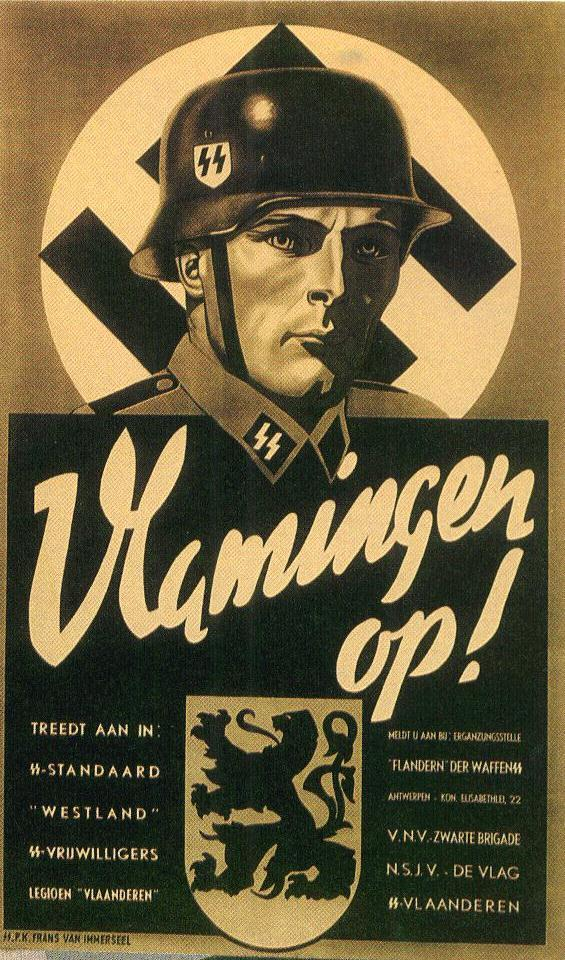
Пропагандистский плакат

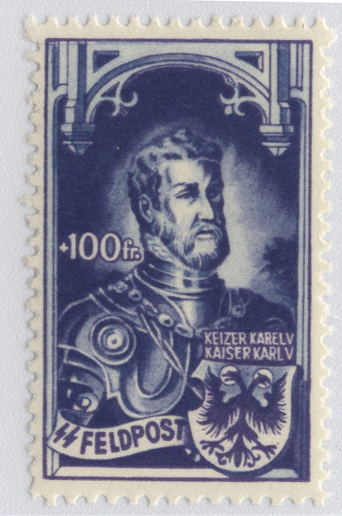
Марка с изображением символики Фламандского легиона СС (1943)

Фламандский легион (нем. Flämische Legion, нидерл. Vlaams Legioen) — военное подразделение Ваффен-СС, состоявшее из бельгийских добровольцев и участвовавшее во Второй мировой войне на стороне нацистской Германии.

## Создание
Бельгийские националисты и фашисты стали призываться в вермахт после разгрома Голландии, Бельгии, Люксембурга и Франции в 1940 году. В том же году по инициативе руководителя СС Генриха Гиммлера специально для голландских и бельгийских добровольцев был создан полк СС «Вестланд». Мужчины в возрасте от 18 до 25 лет призывались в полицейские части оккупационных властей и давали обещание выполнять свои обязанности, чтобы попасть в полк «Вестланд». Вскоре из этого полка была сформирована 5-я танковая дивизия СС «Викинг».
Вдохновлённый желанием бельгийцев и голландцев помогать немцам, Гиммлер 3 апреля 1941 издал распоряжение, согласно которому голландцы, фламандцы и датчане имели право записаться в новый полк СС «Нордвест», предварительно пройдя полицейскую службу. После начала войны с СССР Гиммлер отдал приказ о переименовании полка СС «Нордвест» во «Фламандский легион» (он же «Фламандский добровольческий легион»), и это подразделение было отправлено на Восточный фронт. В легион вступали мужчины в возрасте от 17 до 40 лет вне зависимости от своей политической принадлежности. Бывшим офицерам бельгийской армии оказывались такие же почести, как и офицерам вермахта.

## Подготовка
6 августа 1941 в Брюсселе состоялся марш 405 фламандских добровольцев к Дворцу изящных искусств, где им было торжественно передано знамя легиона. После этого они отправились в польский военный лагерь, где встретились с соотечественниками из полка СС «Нордвест», принятыми в другие части. К концу сентября 1941 года численность легиона составила уже 875 человек, однако проходили они подготовку исключительно под руководством немецких офицеров, что вызывало некоторое недовольство среди бельгийских офицеров.

## Служба
В ноябре 1941 года легион (его численность составляла 1112 человек) прибыл в окрестности Ленинграда, где был включён в состав 2-й моторизированной бригады СС. В ожесточённых боях легион понёс огромные потери, несмотря на свою подготовку к боям в экстремальных условиях. До 31 мая 1943 он вёл борьбу на Восточном фронте в ходе битвы за Ленинград, но после того, как к тому времени в легионе осталось 50 человек, легион был расформирован, а солдат перевели в новое подразделение — 6-ю добровольческую штурмовую бригаду СС «Лангемарк». 
Бригада Лангемарк вступила в бой в декабре 1943 года под Бердичевом. Уже в марте ввиду больших потерь её пришлось выводить с фронта в Польшу на пополнение, но ввиду тяжелой обстановки на фронте остатки свели в сводный батальон и перебросили под Нарву. На её основе в октябре 1944 года была создана 27-я дивизия СС «Лангемарк».